# پوچووکوو
پوچووکوو (به لهستانی:  Poczołków) یک روستا در لهستان است که در گمینا زنبوویتسه واقع شده‌است.